# بيتر موور
بيتر موور (بالإنجليزية:Peter Moore) (ولد في 1955) هو رجل أعمال تنفيذي بريطاني . عرف سابقاً كنائب رئيس مايكروسوفت لقسم الترفيه التفاعلي، بالإشراف على جهازي إكس بوكس وإكس بوكس 360 ، و رئيس فرع سيجا في أمريكا . في عام 2007 أعلن موور استقالته من ميكروسوفت ليتولى قسم إي آيه سبورتس (EA Sports) لـ إلكترونيك آرتس .

## وصلات خارجية
- رسالة فيديو وجهها للاعبين العرب على يوتيوب
- مدونته في موقع إلكترونيك آرتس